# 20969 Samo
20969 Samo este o planetă minoră (asteroid), cu un diametru de 3,189 km, din centura de asteroizi. A fost descoperită pe 17 septembrie 1979 la Observatorul Kleť de Antonín Mrkos. 
Obiectul prezintă o orbită caracterizată de o semiaxă mare de 2,60546 UAi, o excentricitate de 0,28, o înclinație de 5,2077 ° în raport cu ecliptica.